# Magnus Jönsson Hane
Magnus Jönsson Hane, född omkring 1630, död 20 februari 1687 i Skänninge. Han var befallningsman på Vadstena slott.

## Biografi
Hane blev i maj 1650 befallningsman på Vadstena slott efter en rekommendation av Gustaf Rosenhane. Hane avled 20 februari 1687 i Skänninge.

### Familj
Hane var gift med Maria Hacke (död 1687). Hon var dotter till myntmästaren Mikael Hack.